# Selymes nektármadár
A selymes nektármadár (Leptocoma sericea) a madarak osztályának a verébalakúak (Passeriformes) rendjébe, ezen belül a nektármadárfélék (Nectariniidae) családjába tartozó faj.

## Rendszerezése
A fajt René Primevère Lesson francia orvos és ornitológus írta le 1827-ben, a Cinnyris nembe Cinnyris aspasia néven. Sorolták  a Nectarinia nembe Nectarinia aspasia néven is.

## Alfajai
- Leptocoma sericea aspasioides (G. R. Gray, 1861)
- Leptocoma sericea auricapilla (Mees, 1965)
- Leptocoma sericea auriceps (G. R. Gray, 1861)
- Leptocoma sericea caeruleogula (Mees, 1965)
- Leptocoma sericea chlorolaema (Salvadori, 1874)
- Leptocoma sericea christianae (Tristram, 1889)
- Leptocoma sericea cochrani (Stresemann & Paludan, 1932)
- Leptocoma sericea corinna (Salvadori, 1878)
- Leptocoma sericea cornelia (Salvadori, 1878)
- Leptocoma sericea eichhorni (Rothschild & Hartert, 1926)
- Leptocoma sericea grayi (Wallace, 1865)
- Leptocoma sericea maforensis (A. B. Meyer, 1874)
- Leptocoma sericea mariae (Ripley, 1959)
- Leptocoma sericea mysorensis (A. B. Meyer, 1874)
- Leptocoma sericea nigriscapularis (Salvadori, 1876)
- Leptocoma sericea porphyrolaema (Wallace, 1865)
- Leptocoma sericea proserpina (Wallace, 1863)
- Leptocoma sericea salvadorii (Shelley, 1877)
- Leptocoma sericea sangirensis (A. B. Meyer, 1874)
- Leptocoma sericea sericea (Lesson, 1827)
- Leptocoma sericea talautensis (A. B. Meyer & Wiglesworth, 1894)
- Leptocoma sericea veronica (Mees, 1965)[2]

## Előfordulása
Indonézia és  Pápua Új-Guinea területén honos. Természetes élőhelyei a szubtrópusi és trópusi síkvidéki esőerdők és bokrosok, valamint vidéki kertek.

## Megjelenése
Átlagos testhossza 12 centiméter, testtömege 8-9 gramm.
|  |

## Természetvédelmi helyzete
Az elterjedési területe rendkívül nagy, egyedszám pedig stabil. A Természetvédelmi Világszövetség Vörös listáján nem fenyegetett fajként szerepel.